# TvSyd

tvSyd (tidligere skrivemåde TV Syd) er et dansk regionalt mediehus, der startede som et forsøg under DR den 22. oktober 1983.
Direktøren hed Helge Lorenzen, og domicilet var Haderslev. Senere flyttede TV Syd til Kolding og har siden oprettet tre lokalredaktioner i henholdsvis Esbjerg, Horsens og Sønderborg.
Den 13. oktober 1986 blev TV Syd selvstændig og brød dermed DRs monopol. tvSyd er i dag en af i alt otte regioner, som sender nyhedsudsendelser på TV 2s hovedkanal. tvSyd dækker Syd- og Sønderjylland samt den sydligste del af Øst- og Midtjylland, nærmere bestemt de tidligere Sønderjyllands, Ribe og Vejle amter samt Sydslesvig. Direktøren hedder Betina Bendix.
TV Syd blev landskendt da Apotekeren i Broager blev genudsendt landsdækkende i 1985. tvSyd er også kendt for at sende live fra en storkerede i Smedager 24 timer i døgnet året rundt.